# Ligne 45A (Infrabel)
Pour les articles homonymes, voir Ligne 45.
La ligne 45A est une ligne de chemin de fer belgo-allemande, fermée et démantelée au tournant du XXIe siècle. Elle reliait Jünkerath (en Allemagne) à Weywertz (situé en Belgique depuis les années 1920).

## Histoire
Vers 1900, le réseau des chemins de fer prussiens est en pleine reconfiguration. À l'impératif, économique et politique, de sortir de leur isolement de nombreuses communes rurales s'ajoute la préparation d'un conflit armé contre la France qui nécessite de bonnes voies de communication menant vers l'ouest (plan Schlieffen). La ligne de Jünkerath à Weywertz (gare de la ligne des Fagnes alors pleinement située en territoire allemand), doit constituer le prolongement de la ligne de Dümpelfeld à Lissendorf (de). Achevées en 1912, ces deux lignes, embranchées sur la ligne de l'Eifel (de) (Hürth - Ehrang), rempliront pleinement leur rôle officieux durant la Première Guerre mondiale.
Le tracé prévu à l'origine devait rallier directement Waimes, sur la bifurcation de Malmédy, desservant Schoppen mais passant à l'écart de Bullange, Butgenbach et Weywertz. Les deux premières localités, plus peuplées, obtinrent du gouvernement que la ligne fasse un détour afin de bénéficier du chemin de fer.
La redéfinition des frontières consécutive au traité de Versailles attribue à la Belgique tous les territoires à l'ouest de la gare de Losheim qui devient donc un point frontière. La petite gare de Losheimergraben devient quant à elle la dernière gare belge avant la frontière. La partie belge devient la ligne 45 ; le reste étant toujours référencé sous le nom de Vennquerbahn.
Au lendemain du second conflit mondial, le trafic des voyageurs par-delà la frontière n'est pas rétabli. Il persiste entre Weywertz et Losheimergraben jusqu'en 1952. En Allemagne, la Deutsche Bundesbahn maintient une offre passagers vers Losheim jusqu'en 1963 et un service de marchandises jusqu'en 1999.
La ligne 45A, ne voyant plus passer de trains de fret réguliers depuis 1981, est conservée pour des raisons militaires et retrouve, jusqu'en décembre 2003, un trafic lucratif : le transport de bois depuis la scierie Pauls de Bullange. Il y avait aussi de 1990 à 2001 les trains touristiques de l'association Vennbahn desservant Butgenbach.
Elle est déclassée en 2006 et les rails sont retirés.

## Caractéristiques
Le profil de la ligne était difficile avec près de 180 m de dénivelé entre Jünkerath et le faîte de la ligne près de Losheimergraben, point culminant du réseau ferré belge (609 m). La descente sur le versant occidental est moins abrupt.

### Tracé
Quittant Jünkerath par le nord, la ligne remonte le cours de la rivière Kyll, frôlant le lac de retenue du barrage de Kronenburg avant de s'extraire de la vallée par une série de lacets.
Le point frontière depuis 1919 se trouve à la sortie du village de Losheim. Après une profonde tranchée forestière enjambée par deux ponts routiers, elle dessert la gare de Losheimergraben à une altitude de 609 m (ce qui en fit la plus haute gare de Belgique). Descendant le plateau des Fagnes au relief ondulé, elle dessert Honsfeld et Bullange, s'approchant de la rivière Warche sur laquelle un barrage a créé le lac de Butgenbach, en face de Butgenbach. Frôlant le lac en coupant à travers les coteaux, elle dessert la gare de Butgenbach, en contrebas du bourg.
La gare a été démolie en 1957. Un arrêt en tôle ondulée avait été construit en 1990 par l'ASBL Vennbahn ; il a depuis disparu.
À la sortie de Butgenbach, elle franchit un vallon au moyen d'un viaduc de six arches en pierre, seul ouvrage d'art important de la ligne. Plus bas, elle rejoint la ligne 48 au moyen d'un saut-de-mouton. Rendu inutile par la mise à simple voie de la ligne, il avait perdu son pont bien avant la fermeture.

La gare de Weywertz s'est appelée Bütgenbach du temps où cette ligne n'existait pas. C'est en 1912 qu'elle changea de nom et fut entièrement réaménagée avec un nouveau bâtiment et un plan de voies à l'écart du tracé d'origine (1885).

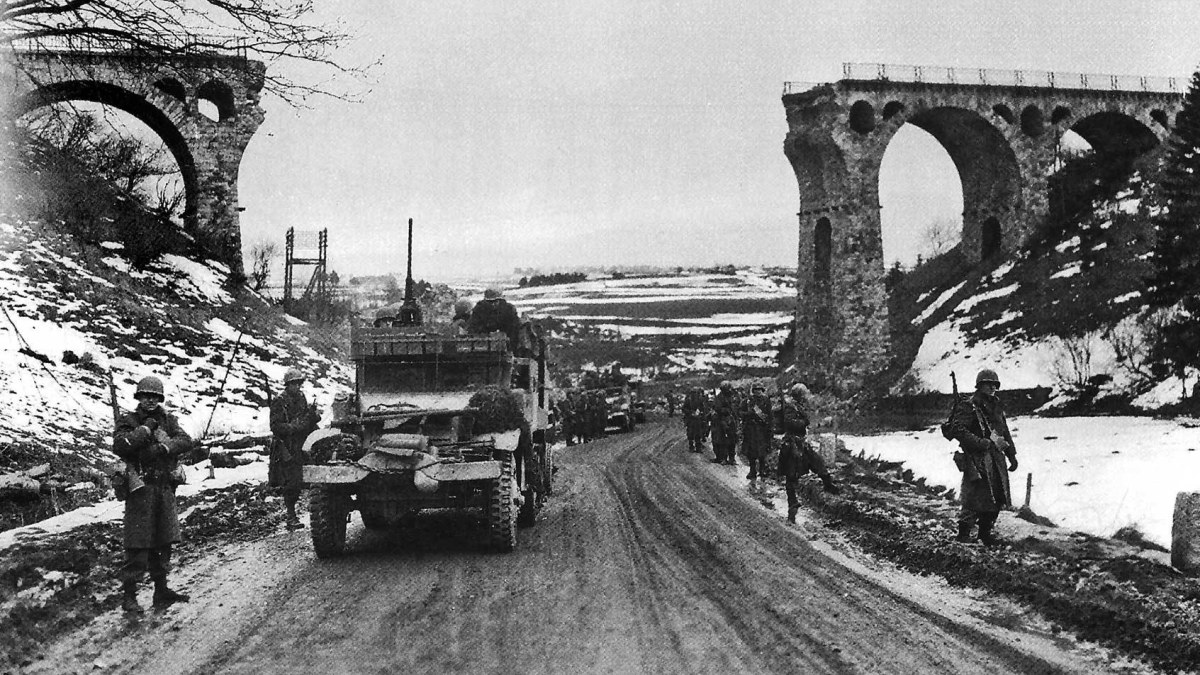
Viaduc de Bütgenbach, dynamité par les Allemands en 1944.
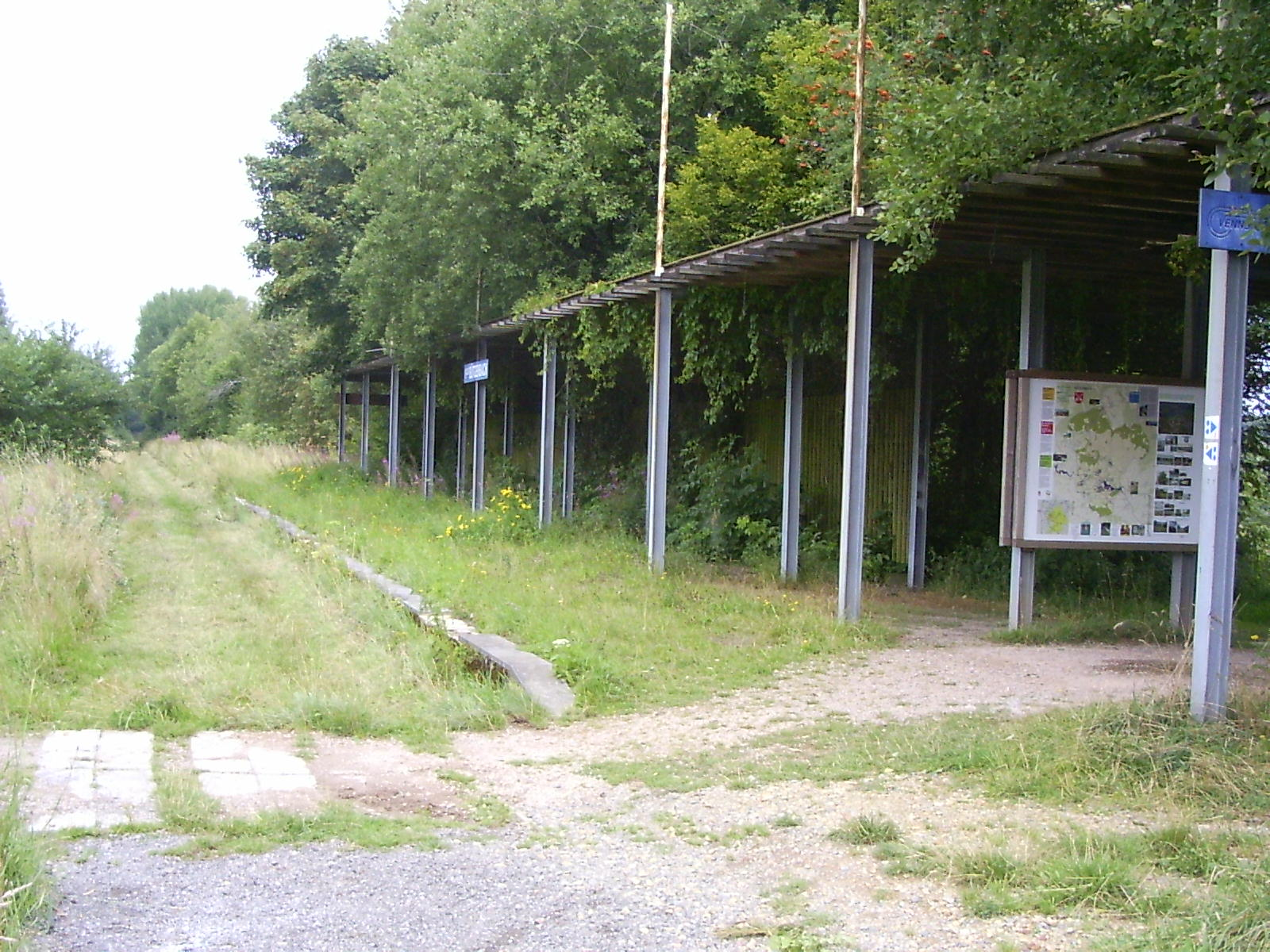
Ruines de l'arrêt de Bütgenbach qui accueillait les trains touristiques.
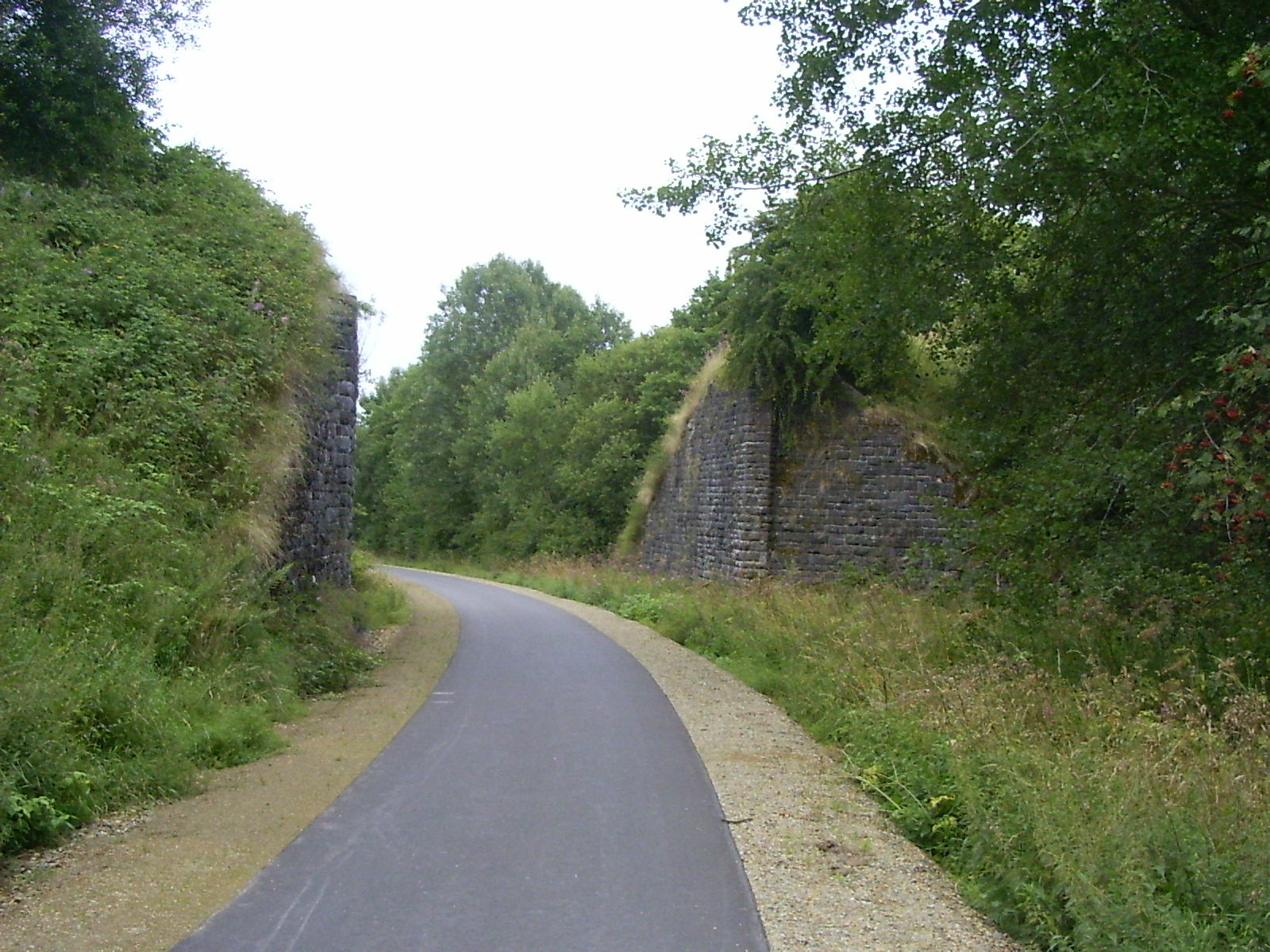
Ancien saut-de-mouton de raccord avec la Vennbahn (en bas).
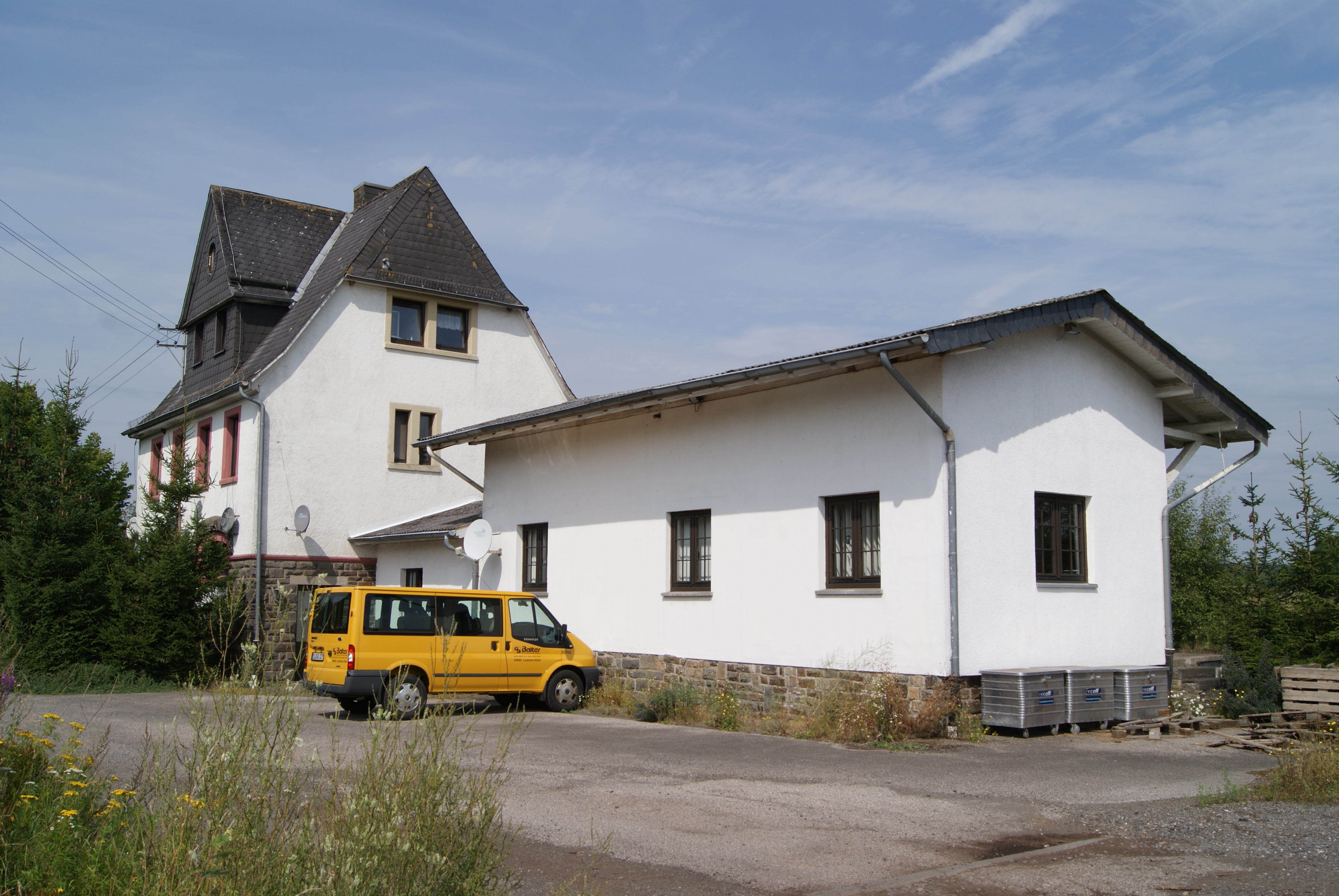
Gare de Losheim, en Allemagne.